# Cutter (Maschine)

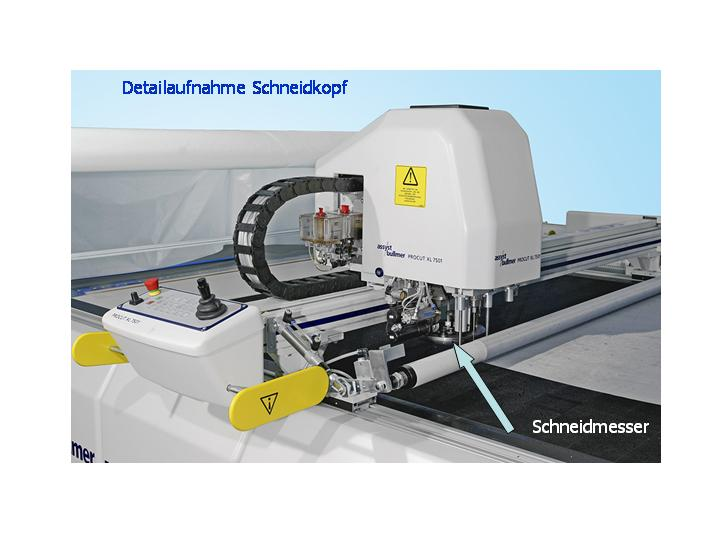
Werkzeugkopf eines automatischen NC-gesteuerten Zuschneideautomaten für textile Materialien

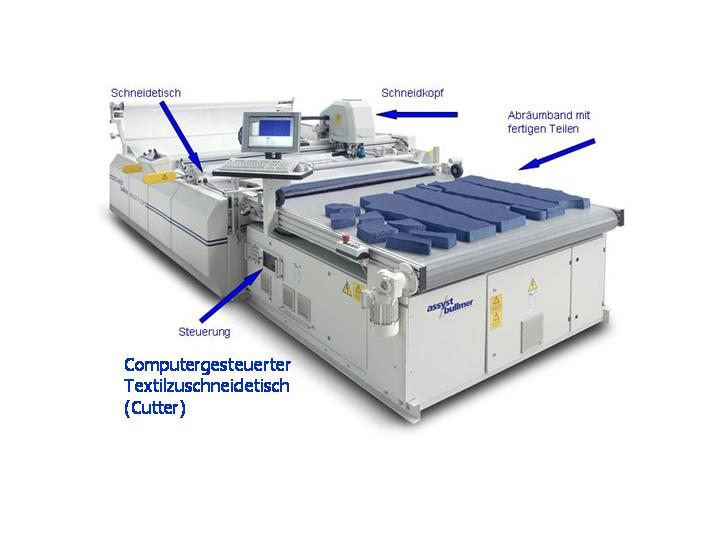
Automatischer NC-gesteuerter Zuschneideautomat für textile Materialien

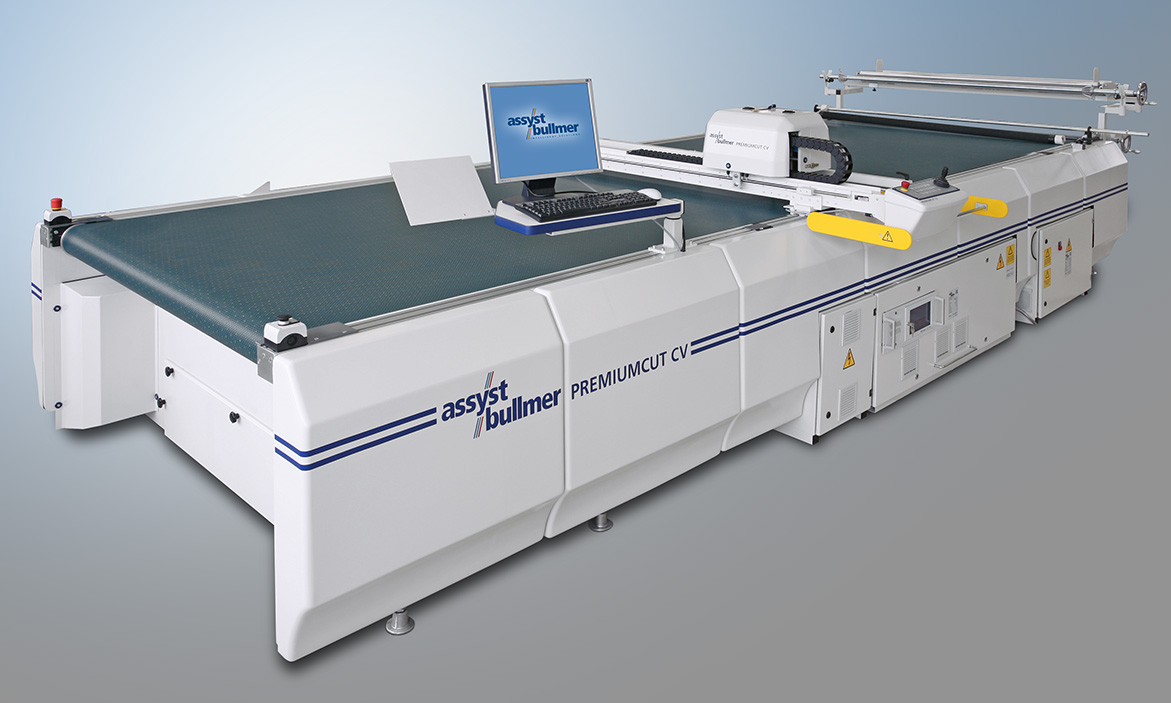
Automatischer NC-gesteuerter Zuschneideautomat mit Ultraschallwerkzeug für technische Textilien und Composites

Ein Cutter, auch computergesteuerter Textilzuschneidetisch, ist eine computergesteuerte Maschine für den Zuschnitt von textilen und biegeschlaffen Materialien.
Der prinzipielle Aufbau besteht aus einem Arbeitstisch variabler Dimensionen mit möglichst planer Oberfläche und einem darüber angeordneten kartesischen (X-Y)-Koordinatensystem zur Führung des Schneidwerkzeugträgers (Schneidkopf). Die Arbeitsbahn (Schneidpfad) des Schneidkopfes wird durch die überlagerten Bewegungen der X- und der Y-Achse generiert.
Die Tischoberfläche weist in der Regel eine Applikation zur Schneidgutfixierung durch Vakuum auf. Die Vakuumpumpen und Schalldämpfer sind in der Regel in den Arbeitstisch integriert.
Weiterhin ist die Tischoberfläche mit einer Schneidunterlage aus Filz- oder Kunststoffmaterial, z. B. mit Borsten besetzten Kunststoffkacheln belegt, die das für einen sauberen Schnitt notwendige Eindringen der Schneidwerkzeuge in die Schneidunterlage gestattet.
Diese Schneidunterlage kann auch als umlaufendes Band, das gleichzeitig den Transport des Schneidgutes in den und aus dem Schneidbereich realisiert, ausgebildet sein. Üblicherweise ist bei gleichzeitigem Einsatz der Schneidunterlage als Transportband der Arbeitstisch in Richtung des Schneidgutauslaufes über den Arbeitsbereich des Koordinatenantriebs hinaus verlängert und bildet so eine Fläche zum Abräumen der fertigen Zuschnitte.
Eine Reinigungsvorrichtung für das Transportband ist in der Regel in den Aufbau des Schneidetisches integriert. An der Seite des Arbeitstisches an der das Schneidgut in den Arbeitsbereich des Koordinatenantriebes einläuft, können Vorrichtungen zur Zuführung von Schneidgut als Rollen- oder Plattenmaterial angebracht sein.
Auf der Y-Achse des Koordinatenantriebs läuft der Schneidkopf als Werkzeugträger, in aller Regel mit Werkzeugwechselsystem, zur Aufnahme von gleichzeitig mehreren Werkzeugen in Schnellwechselwerkzeughaltern. Die Werkzeughalter können mit einer Tangentialsteuerung zur aktiven Führung des Schneidwerkzeuges tangential zur Schneidrichtung ausgerüstet sein.
Über eine weitere Achse werden die Werkzeuge in Arbeitsposition bewegt. Typische Werkzeuge sind angetriebene oder nicht angetriebene Rundmesser, oszillierende Stichmesser, nicht oszillierende Ziehmesser, Stanzmesser, Fräswerkzeuge sowie Markiereinrichtungen zur Kennzeichnung des Schneidgutes mittels Schreib-, Sprüh- oder Etikettiervorrichtung.
Die Auswahl der Werkzeuge richtet sich nach dem verwendeten Material und den notwendigen Bearbeitungsschritten. Der Werkzeugträger kann außerdem Vorrichtungen für das Absaugen des Schneid- oder Frässtaubes und das automatische Schleifen der Werkzeuge oder eine Kamera für die Überprüfung der korrekten, mustergerechten Lage des Schneidgutes enthalten.
Schneidende Werkzeuge haben sich immer wieder als der beste Kompromiss für den Zuschnitt textiler Materialien erwiesen. Die Verwendung von Wasserstrahl- und Lasertechnologie für den Zuschnitt von Faserhalbzeugen scheidet in der Regel wegen des nicht erwünschten Eintrages von Feuchtigkeit oder thermischer Energie in das Schneidgut aus, durch Ultraschall zur Oszillation gebrachte Schneidwerkzeuge sind hierfür hingegen gut geeignet.
Die ersten CNC-Cutter wurden Mitte der 70er Jahre entwickelt.